# 埃科尔达勒
埃科尔达勒（法語：Écordal，法語發音：[ekɔʁdal]）是法国大東部大區阿登省的一个市镇，属于武济耶区。

## 地理
埃科尔达勒（49°31'39"N, 4°34'50"E）面积12.89 平方千米，位于法国大東部大區阿登省，该省份为法国北部内陆省份，西接埃纳省，南至马恩省，东临默兹省，北与比利时接壤。
与埃科尔达勒接壤的市镇（或旧市镇、城区）包括：阿朗迪和索瑟伊、沙尔博涅、谢努瓦-欧邦库尔、甘库尔、圣卢-泰里耶、索尔西-博泰蒙、图尔特龙。

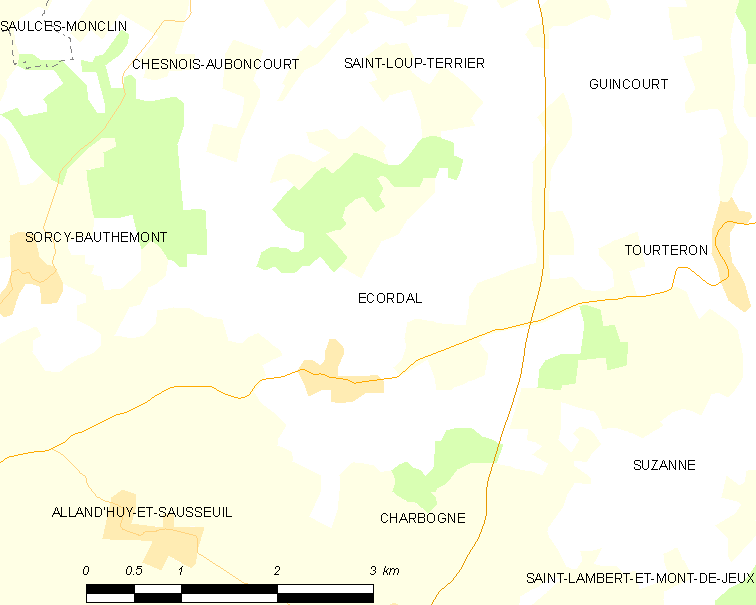
埃科尔达勒的OSM定位图

埃科尔达勒的时区为UTC+01:00、UTC+02:00（夏令时）。

## 行政
埃科尔达勒的邮政编码为08130，INSEE市镇编码为08151。

## 政治
埃科尔达勒所属的省级选区为阿蒂尼县。

## 人口

1962-2008年间埃科尔达勒人口变化图示

埃科尔达勒于2022年1月1日时的人口数量为290人。